# Herrmann von Schwerin

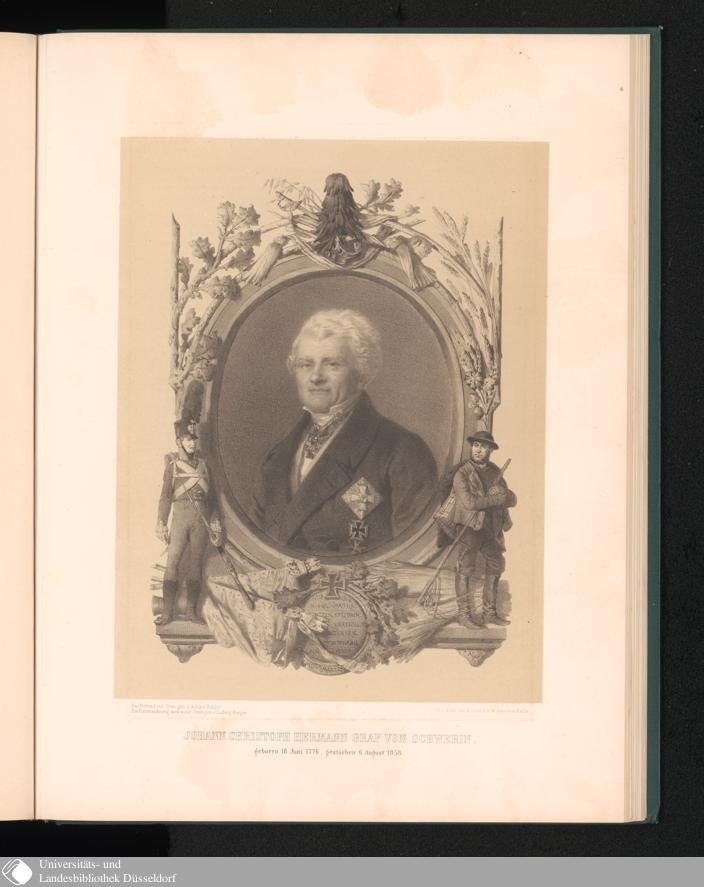
Johann Christoph Herrmann von Schwerin (1776–1858)

Johann Christoph Herrmann Graf von Schwerin (* 18. Juni 1776 in Wolfshagen; † 6. August 1858 ebenda) war ein preußischer Generalmajor.

## Leben

### Herkunft
Herrmann war der Sohn des Otto Alexander Graf von Schwerin (1737–1819) und der Sophie Dorothee, geborene von Bissing (1733–1801), eine Tochter des Generalmajors Wilhelm Ludwig von Bissing.

### Militärkarriere
Als jüngster von sieben Brüdern trat Schwerin 1789 in die Preußische Armee ein, wurde als Gefreitenkorporal im Infanterieregiment „von Kleist“ und avancierte bis Mitte Mai 1792 zum Fähnrich. Im Ersten Koalitionskrieg nahm er an der Kanonade von Valmy, der Belagerung von Landau, der Schlacht bei Kaiserslautern sowie den Gefechten bei Gleisweiler, Schierhähle und Johanniskreuz teil. In der Zeit wurde er am 3. April 1794 zum Sekondeleutnant befördert.
Nach dem Krieg stieg Schwerin Ende September 1804 zum Premierleutnant und als solcher 1806 zum Regimentsadjutanten auf. Während des Vierten Koalitionskrieges kämpfte er in der Schlacht bei Auerstedt, geriet auf dem Rückzug bei Erfurt mit dem Grenadier-Bataillon „von Hulsen“ in Gefangenschaft und wurde nach Chalon sur Marne gebracht. In Folge des Friedens von Tilsit konnte er in die Heimat zurückkehren, schied am 4. September 1808 als Kapitän aus der Armee aus und kümmerte sich um die Bewirtschaftung der väterlichen Güter.
1813 wurde er nach dem Aufruf An mein Volk reaktiviert und versah ab 7. April 1813 als Kapitän und Kompaniechef Dienst im Leib-Infanterie-Regiment (Nr. 8). Er kämpfte in den Gefechten bei Königswartha, wurde dort leicht verwundet und erwarb sich in der Schlacht bei Bautzen, das Eiserne Kreuz II. Klasse. Ferner kämpfte er an der Katzbach und nahm am Übergang bei Wartenburg teil. Bei Leipzig erwarb er sich das Eiserne Kreuz I. Klasse, da sein Bataillon die französischen Batterien in Möckern überwältigte. Außerdem wurde er Adjutant des Generals Heinrich Wilhelm von Horn. Nachfolgend bekam er für Paris den Orden der Heiligen Anna II. Klasse und den Orden des Heiligen Wladimir III. Klasse. In der Zeit wurde er am 13. April 1814 Major und Kommandeur des Westpreußischen Grenadier-Bataillons. Am 23. Mai 1814 schied Schwerin wieder aus der Armee aus und bekam am 14. August 1814 die Genehmigung zum Tragen der Uniform des Leib-Infanterie-Regiments.
Da sein älterer Bruder Wilhelm in der Schlacht von Waterloo gefallen war, wurde Herrmann von Schwerin nach dem Tod des Vaters 1819 Erbherr auf dem Stammsitz Wolfshagen des Zweiges Schwerin-Wolfshagen des Geschlechtes Schwerin. Er vermehrte die Zahl und den Wert der Güter der Familie erheblich, u. a. durch Kauf der Güter Göhren und Georginenau in Mecklenburg und Lemmersdorf in der Uckermark. Durch seine Heirat 1816 kam auch die Herrschaft Tamsel in der Neumark in seinen Besitz.
Am 18. Februar 1835 wurde er Ritter des St. Johanniter-Orden sowie am 15. Oktober 1840 mit dem Stern zum Roten Adlerorden II. Klasse mit Eichenlaub ausgezeichnet. Er bekam am 26. Oktober 1844 den Charakter als Oberst und am 17. Dezember 1853 auch als Generalmajor. Ferner erhielt Schwerin am 25. Juni 1854 die Würde als Rechtsritter des Johanniterordens.
Schwerin ließ sieben Vorwerke bauen, die er nach den berühmtesten Feldherren des Befreiungskrieges benannte. Das Stammschloss in Wolfshagen erweiterte er durch den Anbau zweier bedeutender Flügel.

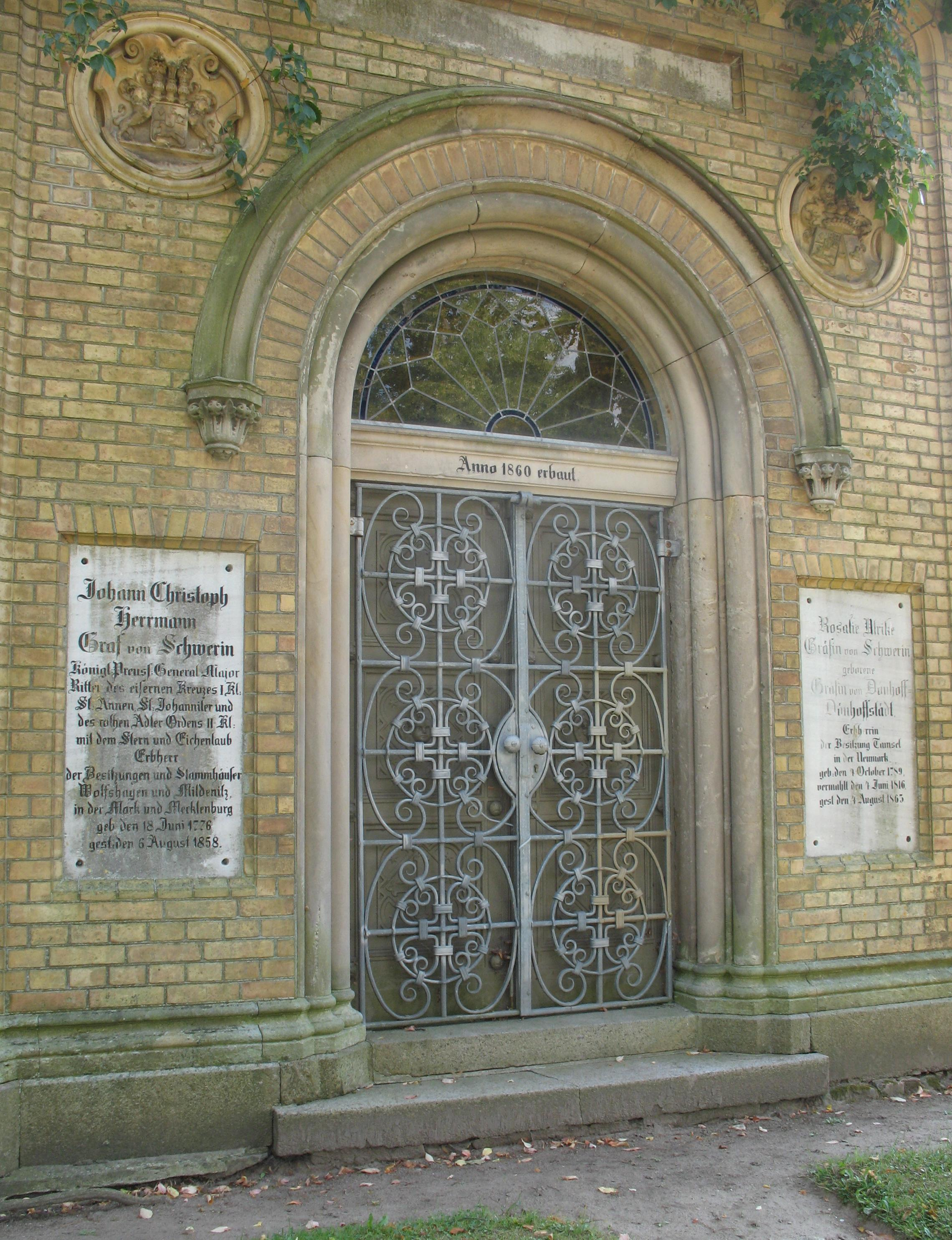
Erbbegräbnis in Wolfshagen mit Tafel für Graf Herrmann v. Schwerin (links) und seine Ehefrau (rechts)

Der früher in französischem Geschmack angelegte Park „wurde durch ihn eine Zierde der Gegend und ein vielbesuchtes Reiseziel für die Bewohner der benachbarten Städte“, indem er ihn nach Plänen von Peter Joseph Lenné umgestaltete.
Er ließ in diesem Park zwei hochragende Denkmäler errichten. Eines zum Gedächtnis der Befreiungskriege, an denen er selbst als Adjutant des Generals Horn teilgenommen hatte, und bei denen sein Bruder Wilhelm von Schwerin gefallen war, als er in der Schlacht bei Waterloo eine Brigade kommandierte. Das zweite Denkmal, die Königssäule, feierte die Stein-Hardenbergschen Reformen.
Am 6. August 1858 starb er als Ehrensenior des Eisernen Kreuzes II. Klasse in Wolfshagen. Kurz vor seinem Tod wurde die neue Kirche fertiggestellt, in deren Nähe seine Söhne nach seinem Tod ein Standbild von ihm in Lebensgröße errichten ließen. Er liegt begraben in Tamsel.
Fontane erwähnt Herrmann Graf Schwerin im Band II seiner Wanderungen durch die Mark Brandenburg mehrfach in Bezug zum Park in Tamsel.

### Familie
Schwerin heiratete am 4. Juni 1816 seine Nichte Rosalie Ulrike Gräfin von Dönhoff-Dönhoffstädt (1789–1865), die Schwester der Witwe seines Bruders Sophie von Schwerin. Die Familie hatte mehrere Kinder:
- Sophie Amalie Ulrike Marie (*/† 1817)
- Otto Wilhelm Bogislaus Hermann (1819–1821)
- Amalie Sophie Frederike (1820–1900), bekannte Mäzenatin ⚭ 1840 Alfred Graf zu Solms-Sonnenwalde (1810–1870)
- Anna Cäcilie Henriette (*/† 1821)
- Otto Wilhelm Ludwig (* 1822), Leutnant, erbte Amalienhof ⚭ Laura Luise Müller-Blumenbach, Tochter des königlichen Leibarztes
- Karl Alexander (1824–1893), erbte Mildenitz ⚭ 1850 Gertrud Charlotte von Nostiz und Jänkendorf (* 1827)
- Wilhelm Stanislaus Hermann (1827–1896), Kammerherr, erbte Göhren ⚭ 1850 Louise Auguste Caroline Hedwig (Louise) Sartorius von Schwanenfeld (1830–1910)
- Bogislav Konrad Adolf (1833–1889), Leutnant, erbte Tamsel ⚭ 1858 Pauline von Sichart (1835–1902), eine Tochter des sächsischen Generalmajors Carl Adolf von Sichart

Karl Alexander von Schwerin entschloss sich zu einer Karriere in der Landwirtschaft und kaufte 1861 seinen Brüdern Wolfshagen ab. Bereits 1840 erwarb er für 95.000 Thlr. frühzeitig das uckermärkische Gut Lemmersdorf, vom Landwirt Hans von Gundlach-Leizen (* 1812; † 1864) auf Brunstorf bei Marlow. Lemmersdorf hatte um 1828 die nochmalige Bestätigung der Matrikel eines Rittergutes erhalten.